# Кријумчарење свилене бубе у Византију
Средином 6. века, два монаха су, уз подршку византијског цара Јустинијана I, успешно прокријумчаривала јаја свилене бубе у Византијско царство, што је довело до успостављања самосталне византијске индустрије свиле. Ова куповина свилених црва из Кине омогућила је византијцима да створе монопол свиле у Европи.

## Позадина
Свила, која је први пут произведена у четвртом миленијуму пре нове ере од стране Кинеза, била је вредна робна роба дуж пута Свиле. До првог века наше ере, у Римском царству је постојао сталан проток свиле. Са порастом Сасанидског царства и каснијим римско-персијским ратовима, увоз свиле у Европу постаје све тежи и скупљи. Персијанци су строго контролисали трговину на својој територији и обустављали трговину у ратним временима. Сходно томе, византијски цар Јустинијан I покушао је да створи алтернативне трговачке путеве до Согдијане, која је у то вријеме постала главни центар за производњу свила: један на север преко Крима, и један на југу преко Етиопије. Неуспех ових напора одвео је Јустинијан I на другу страну.

## Експедиција
Два неидентификована монаха (највероватније чланови Несторијанске цркве ) који су проповедали хришћанство у Индији (Црква Исток у Индији) кренули су у Кину око 551. године. Док су били у Кини, посматрали су сложене методе за узгајање свилених црва и производњу свиле. Ово је било кључно за развој, јер су византијци претходно мислили да је свила направљена у Индији. Године 552. године, два монаха су потражили Јустинијана I. У замену за његова великодушна али непозната обећања, монаси су пристали да купе свилене црве из Кине. Највероватније су путовали северним путем дуж Црног мора, који их је водио преко Транскавказа и Каспијског мора.
С обзиром на то да су одрасли свилени црви прилично крхки и да се морају константно држати на идеалној температури, да не би пропадали , они су користили своје контакте у Согдиани како би кријумчарили јаја свилене бубе или врло младе ларве уместо њих, које су сакривале у својим бамбусовим штаповима. Грмље дуда које је било потребно за исхрану буба, највероватније су донели монаси или су га византијци сами већ раније набавили. Све у свему, процењује се да је читава експедиција трајала две године

## Утицај
Убрзо након експедиције створене су фабрике свиле у Цариграду, Бејруту, Антиохији, Тиру и Теби. Добијени свилени црви дозволили су Византијском царству да има монопол над свилом у Европи. Куповина је такође разбила кинеске и персијске свилене монополе. Монопол који је резултирао био је темељ за византијску економију у наредних 650 година, све до њене пропасти 1204. године. Свилена одећа, нарочито она која је била обојена у царску пурпурну боју, готово увек је била резервисана за елиту у Византији, а њено ношење је било кодификовано законом о симптури. Производња свиле у региону око Константинопла, посебно у Тракији у северној Грчкој, наставила се и до данас.